# К.А. Бела Виста
Клуб Атлетико „Бела Виста“ е уругвайски футболен отбор от Монтевидео. Основан е на 4 октомври 1920 г. Отборът е шампион на Уругвай от 1990 г., както и четирикратен шампион на втора дивизия.

## История
Освен шампионската титла на страната най-големите постижения на отбора са шестте участия на Копа Либертадорес. При пет от тях Бела Виста отпада още в груповата фаза, а през 1999 г. стига до четвъртфинал.
Има две версии за цветовете на отбора – бял и жълт. Основната е, че са заимствани от знамето на Ватикана и затова един от прякорите на отбора е Последователите на папата. Другата версия е че основателите на отбора са били с различни клубни пристрастия – Пенярол и Насионал и затова взели по един цвят от двата отбора – бял от Насионал и жълт от Пенярол.

## Успехи
- 1х шампион на Уругвай: 1990
- 4х шампион на Сегунда Дивисион: 1949, 1968, 1976 и 1997

## Известни бивши играчи
- Хосе Насаси